# خافيير جوستيز
خافيير جوستيز (بالإسبانية: Javier Justiz Ferrer)‏ مواليد 18 سبتمبر 1992 في سانتياغو دي كوبا، هو لاعب كرة سلة كوبي. بدأ مسيرته الاحترافية في سنة 2011. يلعب في دوري كرة السلة الوطني الأرجنتيني كلاعب وسط. يبلغ طوله 6 قدم 9 بوصة (2.1 م).

## روابط خارجية
- خافيير جوستيز على موقع الاتحاد الدولي لكرة السلة (الإنجليزية)
- خافيير جوستيز على موقع الدوري الإسباني لكرة السلة (الإسبانية)
- خافيير جوستيز على موقع كرة السلة الأوروبية.كوم (الإنجليزية)
- خافيير جوستيز على موقع ريلجم (الإنجليزية)
- خافيير جوستيز على موقع بروبوليرز (الإنجليزية)